# La Campana
La Campana – gmina w Hiszpanii, w prowincji Sewilla, w Andaluzji, o powierzchni 126,09 km². W 2011 roku gmina liczyła 5514 mieszkańców.